# Brotherella harveyana
Brotherella harveyana là một loài Rêu trong họ Sematophyllaceae. Loài này được (Mitt.) Dixon mô tả khoa học đầu tiên năm 1938.